# Географія Ніуе

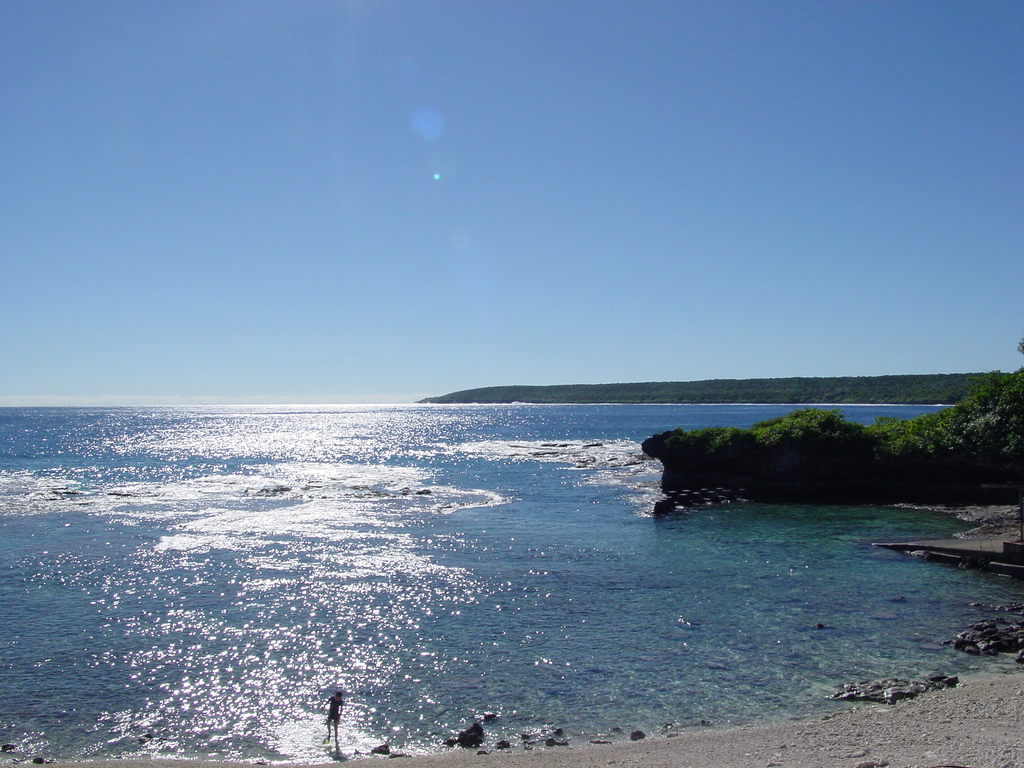
Avatele, Ніуе

19°02′00″ пд. ш. 169°52′00″ зх. д. / 19.03333333° пд. ш. 169.86666667° зх. д.
Ніуе (англ. Niue, ніуе Niuē) — невеликий острів в південній частині Тихого океану, на схід від Тонги. Площа острова 260 км², а берегова лінія має довжину 64 км. Острівна автономія претендує на виключну економічну зону 200 nm і територіальне море 12 nm. Ніуе є одним з найбільших коралових островів світу.

## Клімат
Клімат Ніуе тропічний, модифікований південно-східними пасатами. Природну небезпеку становлять циклони.

## Рельєф

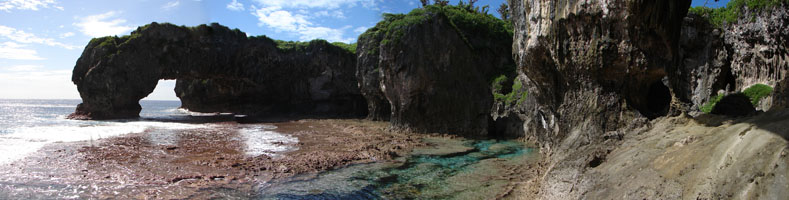
Талавські арки (Talava arches), Ніуе

Рельєф складають круті берегові скелі з вапняку та центральне плато. Найнижча точка є рівень моря, а найвища — неназвана точка біля селища Муталау (Mutalau), 68 м.

## Природні ресурси
Природними ресурсами острова є риба і рілля. Землекористування на 1993 рік наведено в наступній таблиці:
|                   | Відсоток площі |
| ----------------- | -------------- |
| рілля             | 19             |
| рослинні культури | 8              |
| пасовища          | 4              |
| ліси та лісопарки | 19             |
| інше              | 50             |

## Екологія
Наразі екологічною проблемою є підвищена увага до області охорони природи, практики боротьби з втратою родючості ґрунту від традиційного підсічно-вогневого землеробства. Ніуе є учасником наступних міжнародних угод щодо довкілля: біорізноманіття, зміна клімату, Кіотський протокол зі зміни клімату, опустелювання. Ніуе підписала, але не ратифікувала Угоду про морське право.

## Межі
Ніуе підписав договір зі Сполученими Штатами, в якому сторони делімітували морський кордон схід-захід між Ніуе і Американським Самоа. Від Американського Самоа Ніуе знаходиться на південь.

## Крайні точки
Це список крайніх точок Ніуе, точок, розташованих далі на північ, південь, схід або захід, ніж будь-яке інше місце.
- Найпівнічніша точка — неназваний мис на північний захід від Улувехи
- Найсхідніша точка — безіменний мис на південний схід від Ліку[en]
- Найпівденніша точка — точка Limufuafua[es]
- Крайня західна точка — точка Halagigie[en]